# 毛有俊
毛有俊（?—1627年3月1日），明朝天启时期的东江镇将领，官至都司。
毛有俊是是东江总兵毛文龙的养孙，积功至都司，为东江镇要塞铁山的守将。天启六年（1626）正月，后金国汗努尔哈赤率大军进攻宁远，毛有俊随参将易承惠等袭击后金后方的威宁营（今辽宁省本溪市境内），立有军功。天启七年正月十四日（1627年3月1日），后金大军攻占铁山，毛有俊兵败被俘，拒绝投降，自杀殉国。

## 引用
1. ↑  《忠义录》卷7《毛将军文龙传》：“有俊，文龙养孙，以功至铁山都司。”
2. ↑  《东江疏揭塘报节抄》卷5天启六年二月初六日塘报：“据招练参将易承惠于正月二十一日，星驰奔至威宁营地方，天将四更，人俱睡静，止有西边草房七八间，内有灯火。官兵探的，并各屯俱皆围住，喊杀良久。天已亮，余贼惊散。当查参将易承惠、守备曾有功、都司毛有俊、游击曲承恩、后营参将杜贵、参谋许光复、都司毛有麟等活擒真夷六名、夷级六颗、达马九匹、弓箭一大綑，随差兵丁护送来乡三十余名口先回，官兵前进。”
3. ↑  《三朝辽事实录》卷17：“正月十四日，奴兵八万余众，大王子带领四万余贼，直抢铁山，围职衙门，搜寻要活拿职。职至云从，不得。拿住毛有俊，哄言：‘不伤你命，不害你家一人，只要领我活拿毛都督，与你大将官做。’毛有俊拔刀自刎，咽喉已破大半，尚不绝命。防守铁山都司刘文举领兵扑杀一阵，不肯顺服，贼恨杀之。”
4. ↑  《忠义录》卷7《毛将军文龙传》：“天启七年正月，清兵袭破铁山，有俊疾战，力竭，被擒。清将释缚，劝之降。有俊不从，拔刀自刎，不殊，寻死。”